# Macewicz

Herb

Macewicz (Macewicz I, Piotrowicz, Leliwa odm.) − polski herb szlachecki, według Bonieckiego odmiana herbu Leliwa.

## Opis herbu
W polu błękitnym – pod krzyżem złotym – półksiężyc złoty a nad nim takaż sześciopromienna gwiazda. Nad hełmem w koronie ogon pawi.
Seweryn Uruski nazywa ten herb Piotrowicz. Według niego ma się on znajdować na owalnej tarczy, krzyż w nim jest kawalerski, a nad tarczą w hełmie ma być sama korona szlachecka.
Wiktor Wittyg zamieścił grafikę, na której krzyż w herbie jest zaćwieczony na gwieździe

## Najwcześniejsze wzmianki
Ostrowski pisze, że odmiana ta przysługiwała Macewiczom na Litwie i powołuje się na rękopis Stanisława Macewicza z 1703 i 1725.

## Rodzina Macewiczów
Boniecki wspomina Mikołaja Macewicza w 1505 (zapisał plac w Mejszagole na altarię). Maciej z bratem i Bohdan mieli być współdziedzicami Wielon, a Bernard Macewicz – Wilkij na Żmudzi w 1528. Łukjan, rządca wielohorodzki księcia Zasławskiego w 1546. Kazimierz, horodniczy lidzki w 1732 podpisał z województwem wileńskim elekcję Stanisława Leszczyńskiego. Antoni podpisał z powiatem oszmiańskim konfederację litewską 1764 r. Michał Piotr z Macewiczów Macewicz, namiestnik grodzki żytomierski w 1752. Krzysztof, ziemianin żmudzki w 1703.
Macewiczowie na Litwie używali też innych herbów: Dryja (powiat rosieński i upicki), Rogala (powiat lidzki), Waga. Seweryn Uruski wspomina Macewiczów vel Mocewiczów herbu Machwicz (województwo wileńskie) i herbu Sas (w Galicji). Król Stanisław August sekretnie nobilitował w 1781 i nadał podobny herb (Macewicz II) jednej rodzinie Macewiczów.
Macewicz (nie wiadomo którego herbu) – chorąży wojsk rosyjskich, wzięty w niewolę za udział w powstaniu styczniowym został rozstrzelany 18 czerwca 1863 w Mohilewie nad Dnieprem; brat powyższego rozstrzelany tego samego dnia.

## Herbowni
Herb ten był herbem własnym, więc przysługiwał tylko jednemu rodowi herbownych:
Macewicz.